# 先体反応

ウニの細胞における先体反応

先体反応（せんたいはんのう、英: Acrosome reaction）とは、精子の先体が透明帯に接近した時に起こる反応である。卵子に精子が接近した時、先体を包む膜は精子の原形質膜と融合し、卵と融合できる状態となる。
精子と卵子が受精するためには、まず精子は細胞膜と融合し、次に卵子内に侵入しなければならない。精子細胞が卵細胞の形質膜と融合するのは比較的容易だが、透明帯のような卵子の保護層を貫通するのは大きな難題である。そのため、精子細胞は先体反応として知られるプロセスを経る。

先体はゴルジ体由来の膜結合型細胞小器官で、成熟精子の頭部の先端にあり、受精に必要な様々な酵素や抗原を含んでいる。かつては、その位置から「尖端小体」(apical body) と呼ばれたり、精子が卵子の中に進入するのを助けるかもしれないという仮説から「穿孔体」(perforatorium) と呼ばれたりもした。

先体反応

精子が先体反応の開始に必要な卵子の透明帯に近づくと、先体を包む膜が精子の頭部の細胞膜と融合し、先体の内容物が露出する。内容物には、卵子の細胞膜に結合するのに必要な表面抗原や、卵子の丈夫な被膜を破って受精を可能にする多数の酵素が含まれている。

## 種差
先体反応は形態、重要性に夥しい種差がある。幾つかの種では卵を包む層が先体反応の引き金であることが確認されている。

## 無脊椎動物
幾つかの無脊椎動物では精子頭部頂点の突起（先体突起）はアクチンミクロフィラメントの核に支持されている。ヒトデやウニを含む棘皮動物では放出された先体内容物の主要成分は卵表面に精子を一時的に保持する蛋白質である。

## 哺乳類
哺乳類の先体反応はヒアルロニダーゼとアクロシンを放出するが受精における役割については明らかにされていない。精子の既存の細胞膜を変化させ、卵子の細胞膜と融合できるようにする。